# Micronycteris megalotis
Micronycteris megalotis är en fladdermusart som först beskrevs av Gray 1842.  Micronycteris megalotis ingår i släktet Micronycteris och familjen bladnäsor. IUCN kategoriserar arten globalt som livskraftig. Inga underarter finns listade i Catalogue of Life.
Artepitet i det vetenskapliga namnet betyder "stora öron".
Denna fladdermus är liten med en absolut kroppslängd av 55 till 65 mm, inklusive en 11 till 17 mm lång svans. Den har 32 till 38 mm långa underarmar, 7 till 11 mm långa bakben och 18 till 23 mm långa avrundade öron. Vikten är 3,5 till 9 g. Pälsen på ovansidan bildas ofta av hår som är vitaktig nära roten och brun vid spetsen. Undersidan är vanligen enhetlig brun. Hos olika populationer kan olika färgvarianter förekomma. Ungefär 1/3 del av öronen vid huvudet är täckt med hår. Hudfliken på näsan (bladet) består av en större skiva samt ett spjutformigt utskott. Svansen är nästan helt inbäddad i den del av flygmembranen som ligger mellan bakbenen. Micronycteris megalotis har i överkäken på varje sida 2 framtänder, 1 hörntand, 2 premolarer och 3 molarer. I underkäken finns ytterligare en premolar på varje sida.
Arten förekommer i norra Sydamerika fram till norra Argentina och sydöstra Brasilien. Den kan anpassa sig till olika habitat som fuktiga städsegröna skogar eller torra buskskogar.
Individerna vilar i trädens håligheter, i bergssprickor eller i byggnader. Där bildas flockar med upp till 12 medlemmar. Micronycteris megalotis äter frukter och insekter. Troligen hittar arten sina byten med hjälp av ekolokalisering. Honor har en eller två kullar per år. Ungarna föds vanligen kort före eller under regntiden.